# Algishofen
Algishofen ist ein Teilort der Gemeinde Obergröningen im Ostalbkreis in Baden-Württemberg.

## Beschreibung
Der Weiler liegt etwa 1,5 Kilometer nördlich des Hauptortes von Obergröningen im Kochertal. In unmittelbarer Nähe befinden sich auch die kleinen, ebenfalls zu Obergröningen gehörenden Ortschaften Brand, Brandhof, Schlauchhof und Suhhaus.
Durch den Ort fließt der in den Kocher mündende Suhbach, in den etwas oberhalb des Ortes der Schlauchbach mündet.

## Geschichte
Erste Erwähnung findet der Ort im Jahre 1436, als die Schenken von Limpurg Gröningen und Güter in Algishofen von den von Rechberg kauften.
Etwas östlich des Ortes befindet sich der Burgstall Eulenburg.